# Šepetalka duhov (TV-serija)
Šepetalka duhov (izvirno Ghost Whisperer) je ameriška drama, ki jo je CBS predvajal med 23. septembrom 2005 in 21. majem 2010.
Serija sledi življenju Melindi Gordon ( Jennifer Love Hewitt ), ki ima sposobnost videti in komunicirati z duhovi. Medtem ko poskuša živeti normalno življenje, pomaga dušam ljudi, ki so obtičali na Zemlji zaradi nedokončanih stvari, ki jim onemogočajo odhod v nebesa.

## Sezone
| Sezone   | Epizode | Prvič predvajano na CBS           | Prvič predvajano na TV3               |
| -------- | ------- | --------------------------------- | ------------------------------------- |
| 1.sezona | 22      | 23. september 2005 - 5. maj 2006  | 12. julij 2008 - 21. september 2008   |
| 2.sezona | 22      | 22. september 2006 - 11. maj 2007 | 24. september 2008 - 23. oktober 2008 |
| 3.sezona | 18      | 28. september 2007 - 16. maj 2008 | 7. januar 2010 - 1. februar 2010      |
| 4.sezona | 23      | 3. oktober 2008 - 15. maj 2009    | 2. februar 2010 - 4. marec 2010       |
| 5.sezona | 22      | 25. september 2009 - 21. maj 2010 |                                       |

### Prva sezona
V prvi sezoni spoznamo Romana, nekdanjega kultnega voditelja iz evrope, ki je imel vpiliv na množični samomor leta 1939. Njegov samomor pa ga pripelje do tega, da ostane ujet med življenjem in smrtjo. Romano poskuša narediti ravno nasprotno od Melinde in zbira duše ljudi in jim prepreči prehod onstran. Melinda in Romano se bojujeta za več kot 300 duš ljudi, ki so umrli v nesreči letala v Grandviewu. Prav tako, Melinda ob koncu sezone trpi za veliko osebno izgubo, ko njen najboljši prijatelj umre v avtomobilski nesreči.

### Druga sezona
V drugi sezoni Melinda spozna Delio Banks, njenega sina Neda Banksa in profesorja Ricka Payna, ki odkrijejo njene moči. Melinda pomaga duhovom, ki so obtičali iti onstran. Spozna Gabriela, ki ima podobne moči kot ona, vendar dela za "sence". Skrbi ravno za nasprotno od Melinde, da duhovi ne prestopijo onstran.

### Tretja sezona
V tretji sezoni Melinda raziskuje zgodovino svoje družine, da bi našla odgovore. Kmalu ugotovi, da je skrivnost njenega dara (moči) njeno otroštvo, ter njen oče.

### Četrta sezona
V četrti sezoni Melinda spozna Elia Jamesa, ki po požaru na univerzi Rockland, kjer doživi bližnje srečanje s smrtjo, razvije sposobnost poslušanja duhov. Melinda se tudi poslovi od bljižnega prijatelja Ricka Payna, ki zapusti Grandview in odide na raziskovalno potovanje v sklopu univerze.

### Peta sezona
/

## Glavni igralci
- Jennifer Love Hewitt (Melinda Gordon)
- David Conrad (Jim Clancy)
- Christoph Sanders (Ned Banks)
- Jamie Kennedy (Eli James)
- Camryn Manheim (Delia Banks)
- Aisha Tyler (Andrea Marino)
- Jay Mohr (Rick Payne)

## Nagrade in priznanja
- 2006 Nagrada Young Artist (mladi igralec Joseph Castanon)
- 2006 Nominacija za nagrado Kids' Choice (igralka Jennifer Love Hewitt)
- 2006 Nagrada akademije za znanstveno fantastiko, fantazije in trilerje (naj igralka Jennifer Love Hewitt)
- 2007 Nagrada akademije za znanstveno fantastiko, fantazije in trilerje(naj igralka Jennifer Love Hewitt)
- 2007 Nominacija za nagrado Teen Choice (igralka Jennifer Love Hewitt)
- 2008 Nagrada akademije za znanstveno fantastiko, fantazije in trilerje(naj igralka Jennifer Love Hewitt)
- 2010 Nominaciji za nagradi Saturn (TV-serija; igralka Jennifer Love Hewitt)